# Борковичи (Республика Сербская)
Борковичи (серб. Борковићи / Borkovići) — село в общине Баня-Лука Республики Сербской Боснии и Герцеговины. Население составляет 624 человека по переписи 2013 года.

## Население

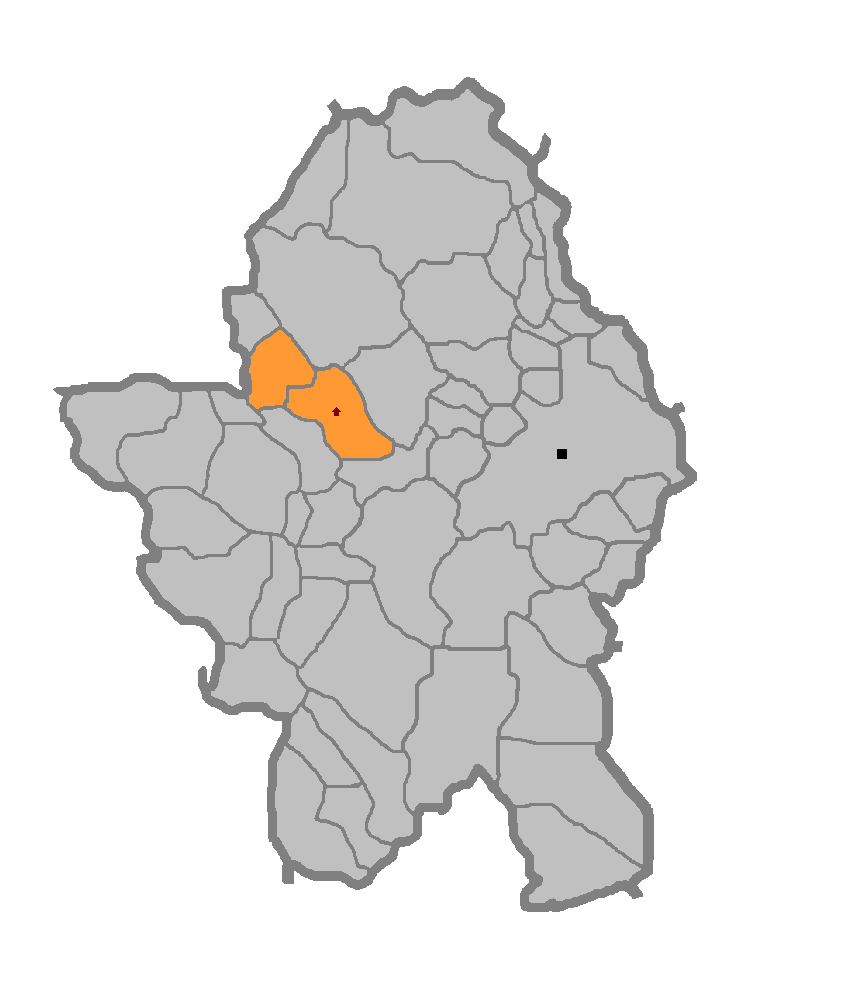
Борковичи и их территория на карте общины Баня-Лука